# 高島站
高島站（日语：／ Takashima eki */?）是位於岡山縣岡山市中區清水二丁目，西日本旅客鐵道（JR西日本）山陽本線的車站，實際上在運輸系統上也是赤穗線車站。

## 歷史
- 1985年（昭和60年）3月14日 - 國鐵山陽本線東岡山站至岡山站之間新設此站。為旅客車站。
  - 當時車站位於岡山縣岡山市清水二丁目。
- 1987年（昭和62年）4月1日 - 伴隨國鐵分割民營化，車站由西日本旅客鐵道（JR西日本）營運。
- 2007年（平成19年）
  - 6月17日 - 引入可接受ICOCA的自動閘機（日语：自動改札機）。
  - 9月1日 - 此站可以使用ICOCA。
- 2008年（平成20年）
  - 5月31日 - 車站設置升降機與無障礙廁所。
  - 9月16日 - 南出口開始使用。
- 2009年（平成21年）4月1日 - 岡山市成為政令指定都市，車站位於岡山市中區清水二丁目。
- 2016年（平成28年）4月24日 - 隨著引入CTC，南北閘口與月台設置了LED式列車出發資訊牌。

## 車站構造
車站是一座地面車站，設有2面2線的相對式月台，月台可容納8卡車廂。車站月台與路軌與山陽新幹線並排。車站大橋於姬路方向月台（1號月台）側。設有跨線橋連接對面岡山方向月台（2號月台）。設有轉轍器和絶對信號機，被定義為停留所。
在2008年（平成20年）5月31日，在閘口前新設斜道，新設升降機連接跨線橋，也新設可供輪椅使用的多用途廁所。使輪椅人士可以使用此站。
此站曾經是直營車站，隨著營業時間（職員當值時間）縮短，變為由JR西日本岡山MAINTEC管理的業務委託車站，由東岡山站管理。此站可以使用ICOCA與其互相可以使用的IC卡。
在2008年（平成20年）9月16日，2號月台旁的車站南出口啟用。南出口設有自動閘機、自動補票機、對講機與無人車站才設置的簡易型售票機。若需購買遠距離車票或定期票，需前往北出口。南出口與月台之間設有樓梯，輪椅人士不能使用此出口。另外，南出口的自動閘機與北出口是同款，為設有閘門式閘口，若使用非磁式車票在南出口出入閘時，需使用對講機與車站職員聯絡。

### 月台
| 月台 | 路線                     | 上下行 | 方向                 |
| ---- | ------------------------ | ------ | -------------------- |
| 1    | 山陽本線                 | 上行   | 和氣、姬路方向       |
| 1    | 赤穗線                   | 上行   | 西大寺、播州赤穗方向 |
| 2    | 山陽本線 （包含 赤穗線） | 下行   | 岡山、三原方向       |

## 使用狀況
以下為近年1日平均乘車人次：
| 乘車人次轉變 | 乘車人次轉變     |
| 年度         | 1日平均 乘車人次 |
| ------------ | ---------------- |
| 1999         | 3,161            |
| 2000         | 3,033            |
| 2001         | 2,967            |
| 2002         | 2,865            |
| 2003         | 2,853            |
| 2004         | 2,746            |
| 2005         | 2,776            |
| 2006         | 2,852            |
| 2007         | 2,936            |
| 2008         | 2,770            |
| 2009         | 2,683            |
| 2010         | 2,679            |
| 2011         | 2,764            |
| 2012         | 2,824            |
| 2013         | 2,940            |
| 2014         | 3,011            |
| 2015         | 3,197            |
| 2016         | 3,279            |
| 2017         | 3,391            |

## 車站周邊
車站周邊是住宅區。雖然車站外設有的士站，但是很少的士等候。

### 北出口
- 岡山市立高島小學
- 岡山市立旭龍小學
- 岡山市立高島中學（日语：岡山市立高島中学校）
- 岡山中央警署（日语：岡山中央警察署）高島崗亭
- 岡山縣道、兵庫縣道96號岡山赤穗線（日语：岡山県道・兵庫県道96号岡山赤穂線）
- 岡山縣道219號原藤原線（日语：岡山県道219号原藤原線）
- 岡山縣道384號今在家東岡山停車場線（日语：岡山県道384号今在家東岡山停車場線）
- Marunaka（日语：マルナカ (チェーンストア)）雄町店
- Marunaka八幡店
- Happish（日语：天満屋ストア）國府市場店
- ZAG ZAG（日语：ザグザグ）總部
- ZAG ZAG高島店
- Ito Gofuku高島店
- 番茄銀行高島分店
- 岡山高島團地郵局

### 南出口
- 中國運輸局（日语：中国運輸局）岡山運輸分局（日语：岡山運輸支局）
- 岡山市立幡多小學
- 岡山市立龍操中學（日语：岡山市立竜操中学校）
- 國道250號
- 備前自動車岡山駕駛學校（日语：備前自動車岡山教習所）
- Marunaka高屋店
- 中國銀行清水分店

## 巴士路線

### 「新屋敷團地」巴士站、「新屋敷團地高島站前」巴士站
均巴士站位於高島站北出口的市道上同一位於，但巴士站名稱不同，宇野巴士的巴士站名為「新屋敷團地」，兩備巴士的巴士站名為「新屋敷団地高島駅前」。
巴士公司
- ■宇野巴士（宇野自動車）
- ■兩備巴士（兩備控股公司）（日语：両備ホールディングス）

| 巴士站名稱     | ■路線編號 | 巴士公司 | 目的地與方向                                         | 備註         |
| -------------- | --------- | -------- | ---------------------------------------------------- | ------------ |
| 高島駅北口側   | ■206      | 宇野     | （經岡山愛心診所、中區公所、站前町、岡山站前）表町BC | 不經岡山站內 |
| 高島駅北口側   | ■207      | 宇野     | （經岡山愛心診所、中區公所、弓之町）表町BC           |              |
| 高島市營住宅側 | ■206,207  | 宇野     | （經雄町、東岡山站前）東岡山                         |              |
| 高島市營住宅側 | ■209      | 兩備     | （經中井、國府市場西、旭川莊）旭川莊北               |              |

### 「清水」巴士站
從高島站北出口步行10分鐘，從南出口步行5分鐘，在岡山縣道219號原藤原線上。
巴士公司
- ■宇野巴士（宇野自動車）
- ■兩備巴士（兩備控股公司）

| 巴士站名稱         | ■路線編號 | 巴士公司 | 目的地與方向                           | 備註                   |
| ------------------ | --------- | -------- | -------------------------------------- | ---------------------- |
| 鷗州塾高島校側     | ■205      | 宇野     | （經中井、國府市場西）四御神 |                        |
| 鷗州塾高島校側     | ■208      | 兩備     | （經中井、國府市場西）旭川莊           | 所有班次為超低地台巴士 |
| Yukari藥局清水店側 | ■205      | 宇野     | （經國富、縣廳前）表町BC               |                        |
| Yukari藥局清水店側 | ■205      | 宇野     | （經國富、縣廳前、表町BC）岡山站       |                        |
| Yukari藥局清水店側 | ■208      | 兩備     | （經原尾島、縣庁前、天滿屋）岡山站     | 所有班次為超低地台巴士 |

## 其他
- 在車站啟用時，北海道池北線已經有同名車站（高島站 (北海道)，在2006年廢止），根據國鐵在這個情況下，車站應會冠上舊國名，名為「備前高島」，但是卻沒有這樣做，以「高島」的車站名稱啟用。

## 相鄰車站
西日本旅客鐵道
 山陽本線、 赤穗線（東岡山站至岡山站之間為山陽本線）
東岡山－高島－西川原

## 外部連結
- 高島｜車站資訊：JR出門網 - 西日本旅客鐵道